# Germain Poirier
Pour les articles homonymes, voir Poirier (homonymie).
Dom Germain Poirier est un moine de l'ordre de Saint-Benoît de l'abbaye de Saint-Denis, garde des archives des abbayes de Saint-Denis et de Saint-Germain-des-Près, membre de l'académie des inscriptions et belles-lettres, né à Paris le 8 janvier 1724, et mort à Paris, à l'Arsenal, le 3 février 1803 .

## Publications
- « Examen des différentes opinions des historiens anciens et modernes sur l'avènement de Hugues Capet à la Couronne », dans Mémoires de littérature, tirés des registres de l'Académie royale des inscriptions et belles-lettres depuis l'année 1784 jusques et y compris l'année 1793, Imprimerie impériale, 1808, tome 50, p. 553-584 (lire en ligne)
- Tableau général, raisonné et méthodique des ouvrages contenus dans le recueil des Mémoires de l'Académie royale des inscriptions et belles-lettres, depuis sa naissance jusques et compris l'année 1788 , servant de supplément aux tables de ce recueil, imprimerie de Pierre Didot l'aîné, Paris, 1791 (lire en ligne)
- avec Félix Vicq-d'Azyr, Instruction sur la manière d'inventorier et de conserver, dans toute l'étendue de la République, tous les objets qui peuvent servir aux arts, aux sciences et à l'enseignement, publié par Wentworth Press, 2018,  (ISBN 978-0-34122637-6)
- Extraction des cercueils royaux à Saint-Denis en 1793. Relation authentique, publié par Georges d'Heylli, chez Jouaust/Chez Rouquette, Paris, 1866 (lire en ligne)
- Papiers du bénédictin Dom Germain Poirier sur l'histoire de France, l'histoire de l'abbaye de Saint-Germain-des-Prés, etc. Notes et papiers personnels de dom Poirier ; Commissions des Monuments, des Arts, etc. Observations sur les archives des établissements ecclésiastiques, manuscrit Français 20842 (lire en ligne)
- Archives des Dépôts littéraires, tome 1

Il a collaboré au tome XI de l' Histoire des Gaules, au Recueil des chartes et diplômes du royaume et à L'art de vérifier les dates.